# Daleszyce
Daleszyce – miasto w południowej Polsce, położone w województwie świętokrzyskim, w powiecie kieleckim, siedziba gminy wiejsko-miejskiej Daleszyce. Ośrodek miejski aglomeracji kieleckiej.
Według danych z 1 stycznia 2018 Daleszyce liczyły 2 914 mieszkańców.
Były miastem biskupstwa krakowskiego w województwie sandomierskim w ostatniej ćwierci XVI wieku. Miasto rządowe Królestwa Kongresowego  położone było w 1827 roku w powiecie kieleckim, obwodzie kieleckim województwa krakowskiego.

## Położenie
Według danych z 31 grudnia 2010 r. powierzchnia miasta wynosiła 15,50 km².
W latach 1975–1998 miejscowość administracyjnie należała do województwa kieleckiego.
Przez miasto przechodzi  niebieski szlak turystyczny z Chęcin do Łagowa.
Dojazd z Kielc zapewniają autobusy komunikacji miejskiej linii 11.

## Historia
Daleszyce niemal od początku swojego istnienia dzięki nadaniom książęcym należały do biskupów krakowskich. W 1220 r. bp Iwon Odrowąż nakazał wybudować tu kościół parafialny pw. św. Michała, dziś na jego miejscu stoi kościół ze znacznie późniejszego okresu, rozbudowany w 1912 r., w którym w południowej ścianie kaplicy znajduje się zegar słoneczny z 1629 r., we wnętrzu zaś – obraz Matki Boskiej z XVI w. W 1362 r. miejscowość odwiedził król Kazimierz Wielki. W 1569 r. za wstawiennictwem bp. Filipa Padniewskiego Daleszyce otrzymały prawa miejskie (przywilej ten, nadany przez Zygmunta Augusta, został odebrany w 1869 r., za udział mieszkańców w powstaniu styczniowym i przywrócony z początkiem 2007 r. na mocy rozporządzenia Rady Ministrów z dnia 27 lipca 2006 r.).
W 1869 r. w miejscowości utworzono gminę żydowską. Według spisu z 1937 r. w Daleszycach zamieszkiwało 525 Żydów, których podczas II wojny światowej Niemcy deportowali do obozu zagłady w Treblince.
W czasie wojny okolice Daleszyc stanowiły miejsce akcji partyzanckich, głównie oddziału AK "Barabasza" (najważniejsze miały miejsce 26 lipca i 3 sierpnia 1944 roku)  
3 sierpnia 1944 r. oddział "Barabasza" uderzył na niemiecką jednostkę pacyfikującą Daleszyce. Na jego prośbę z pomocą oddziałowi Armii Krajowej przyszła brygada Armii Ludowej "Grunwald" pod dowództwem mjr. Józefa Sobiesiaka ps. "Maks" kierując do walki 6 moździerzy. Ogień moździerzy ustawionych na okolicznym wzgórzu spowodował śmierć 22 hitlerowców i wycofanie się pozostałych. Uwolniono również zakładników, których Niemcy chcieli uprowadzić. W odwecie 5 sierpnia 1944 r. w Górnie zamordowanych zostało ze szczególnym okrucieństwem i sadyzmem przez Korpus Kawalerii Kałmuckiej szesnaście osób uprowadzonych z Daleszyc. Po kilku dniach 12 sierpnia 1944 r. oddziały Wehrmachtu najpierw ostrzelały Daleszyce z artylerii, a potem spaliły wieś. Na rynku znajduje się pomnik upamiętniający pomordowanych.
W ciągu wieków Daleszyce wielokrotnie nękane były pożarami, ich obecna zabudowa wzniesiona została na wzór dawnej świętokrzyskiej architektury w 1946 r.
W 1972 r. założony został w miejscowości klub sportowy Spartakus.

## Demografia
Na koniec 2010 r. miasto liczyło 2953 mieszkańców.

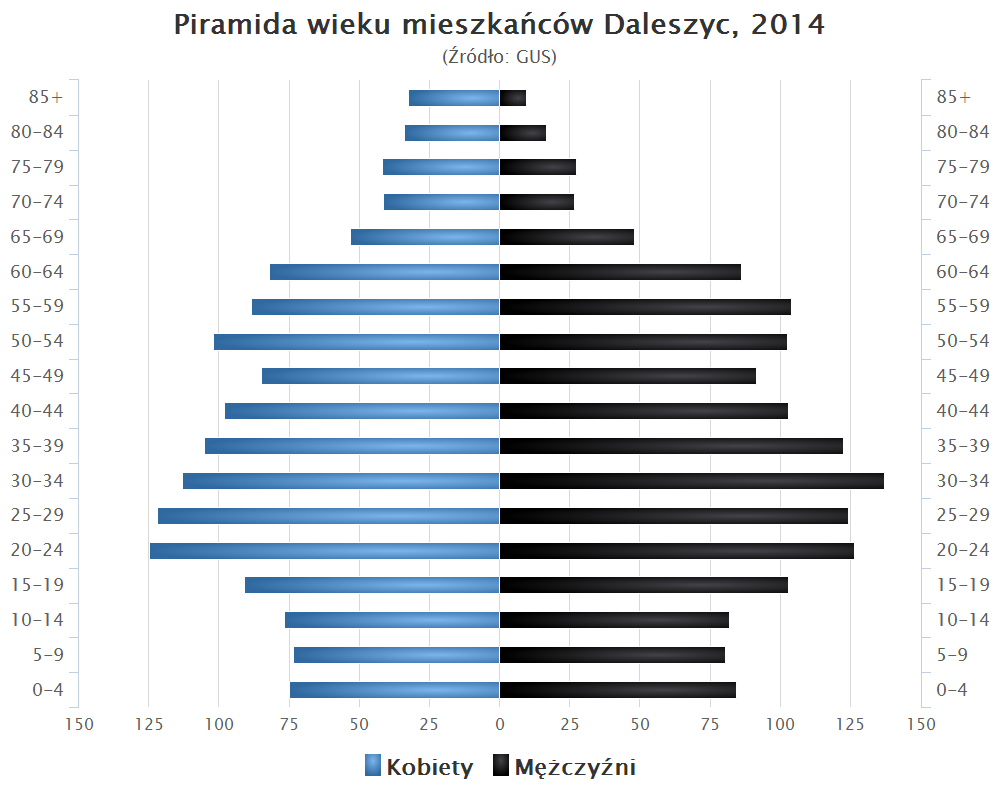
Piramida wieku mieszkańców Daleszyc w 2014 roku

## Zabytki
Do rejestru zabytków nieruchomych zostały wpisane obiekty:
- układ urbanistyczny (nr rej.: A.308 z 30.03.1988),
- kościół parafialny pw. św. Michała Archanioła z XIII i XVII w., przebudowany w latach 1907–1920, wraz z dzwonnicą bramną z 1833 r. (nr rej.: A.309/1-2 z 30.03.1988),
- cmentarz parafialny z kaplicą (nr rej.: A.310/1-2 z 30.03.1988 i z 17.06.1992),
- przydrożna kapliczka pw. św. Jana Nepomucena z połowy XIX w. (nr rej.: A.311 z 30.03.1988),
- drewniane domy przy ul. Głowackiego nr 9, 11, 14, 15, 16, z XIX do I połowy XX w. (nr rej.: A.874 z 20.10.1955).

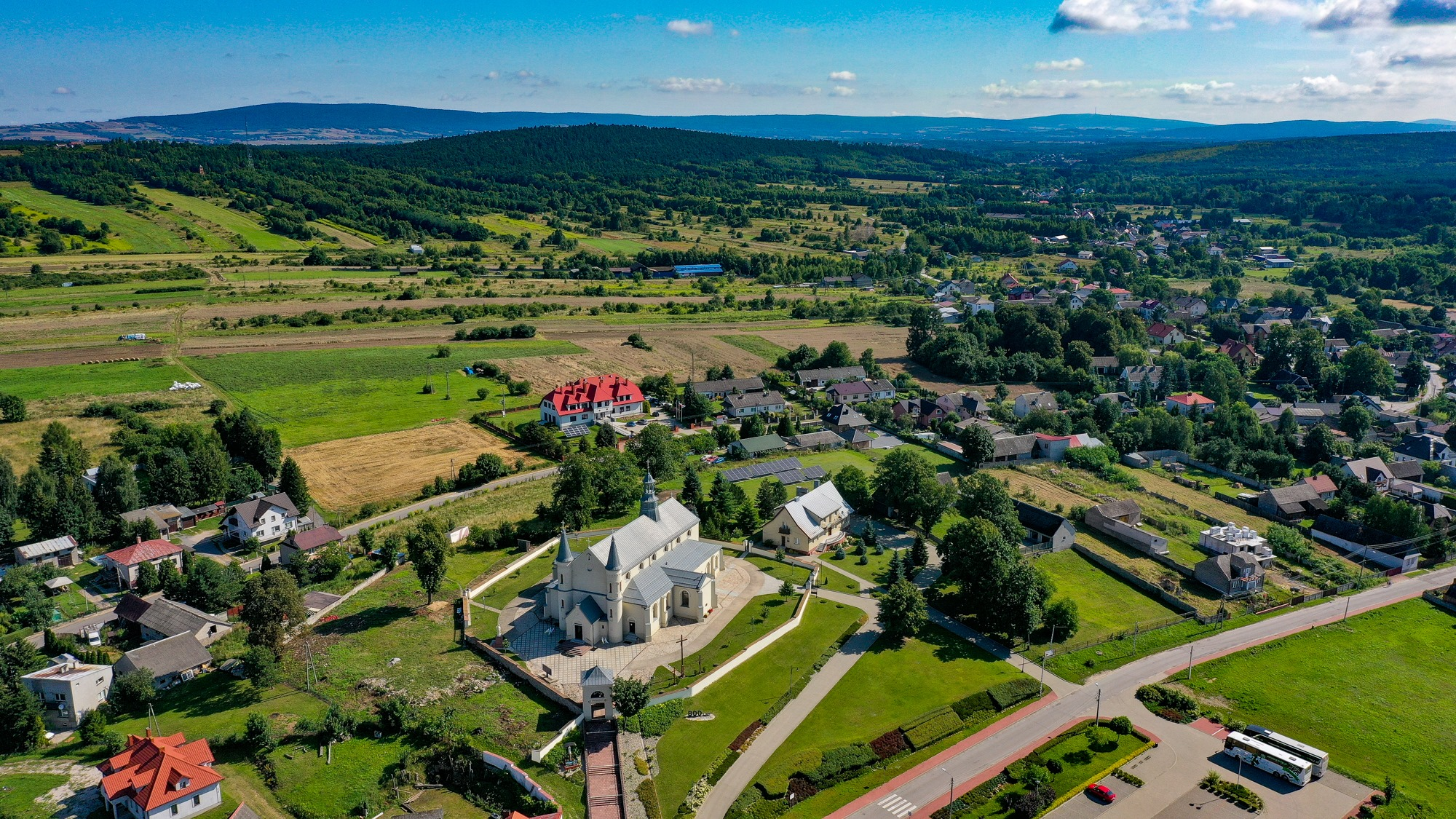
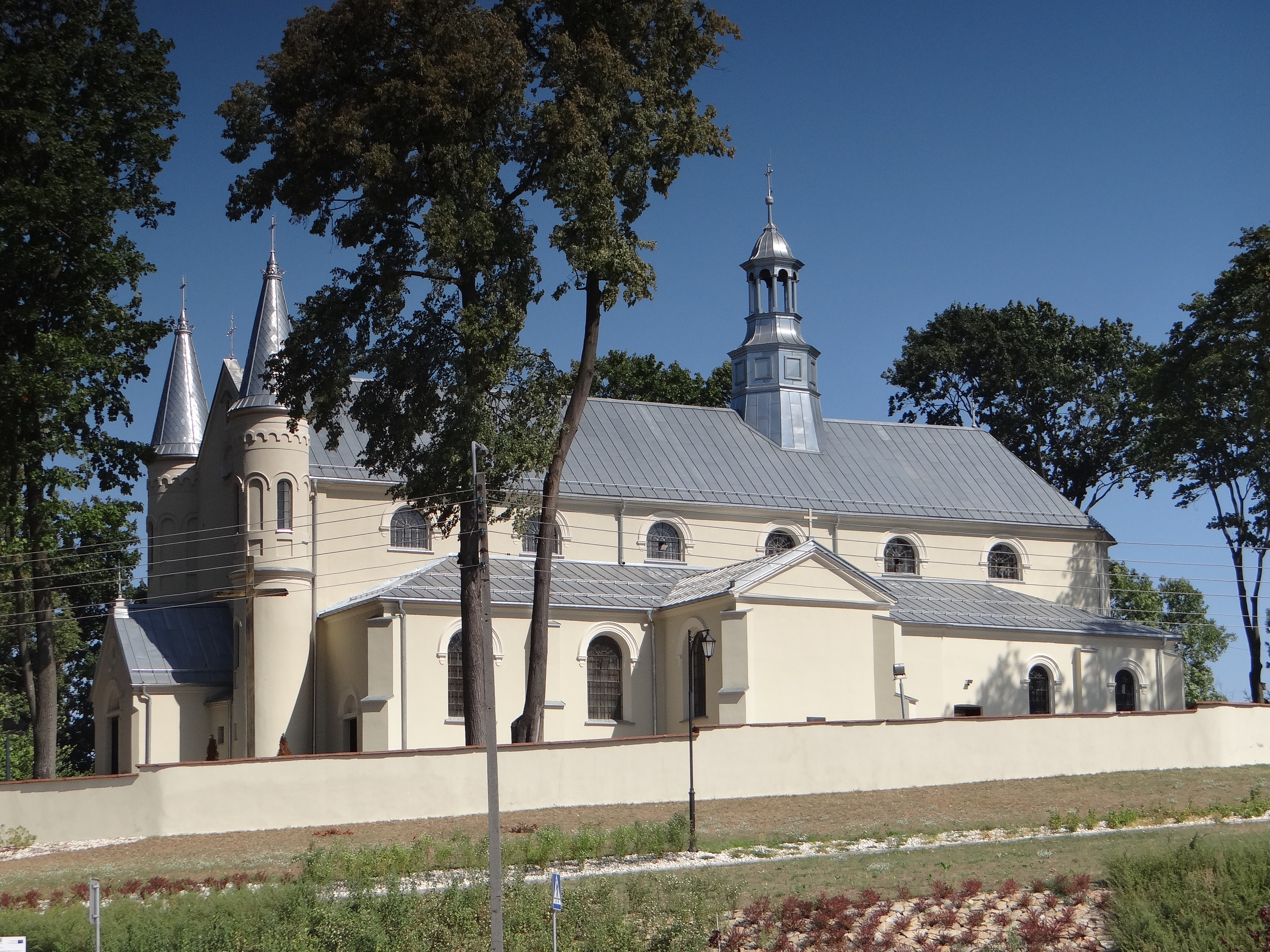
Kościół św. Michała Archanioła
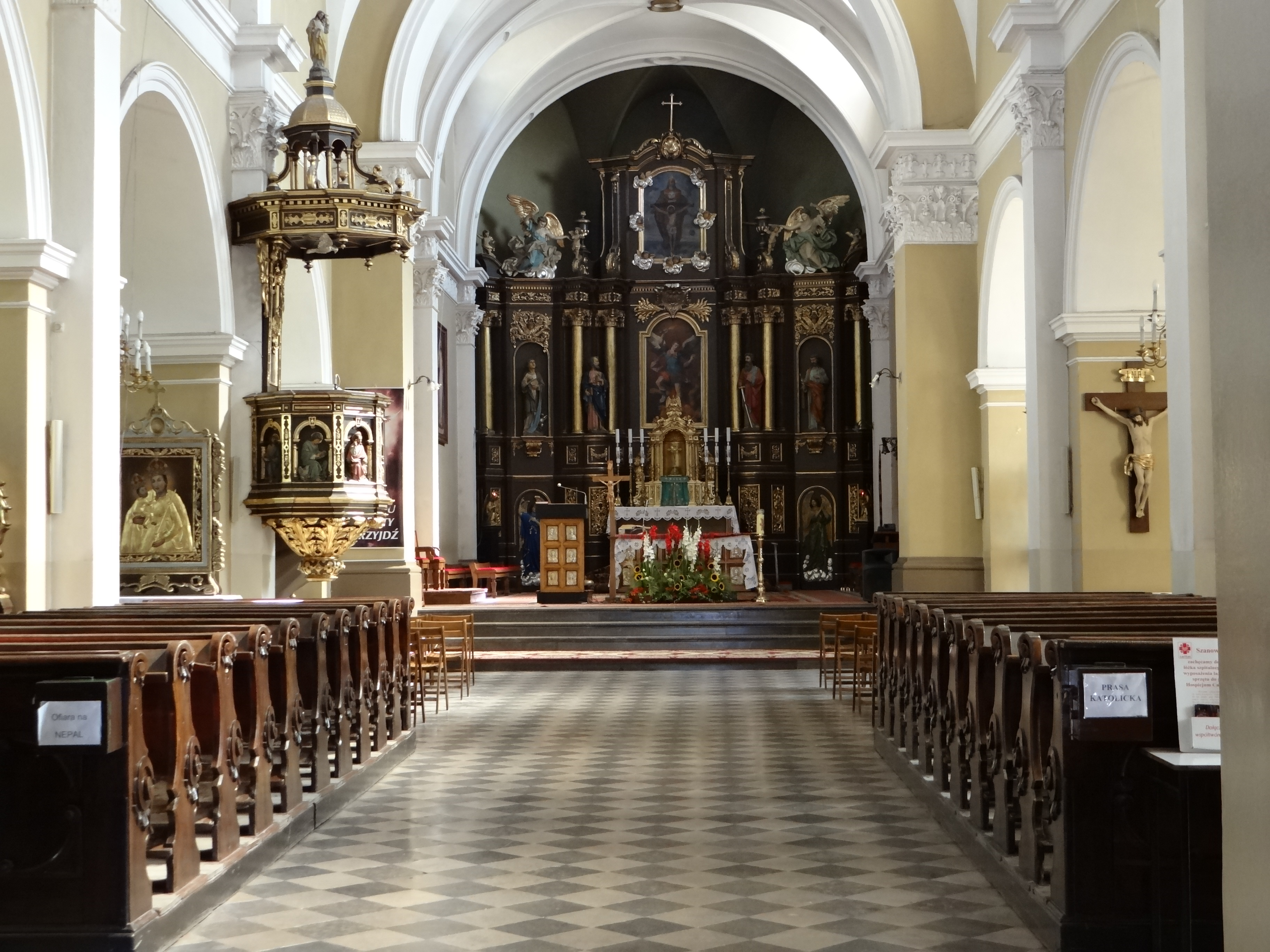
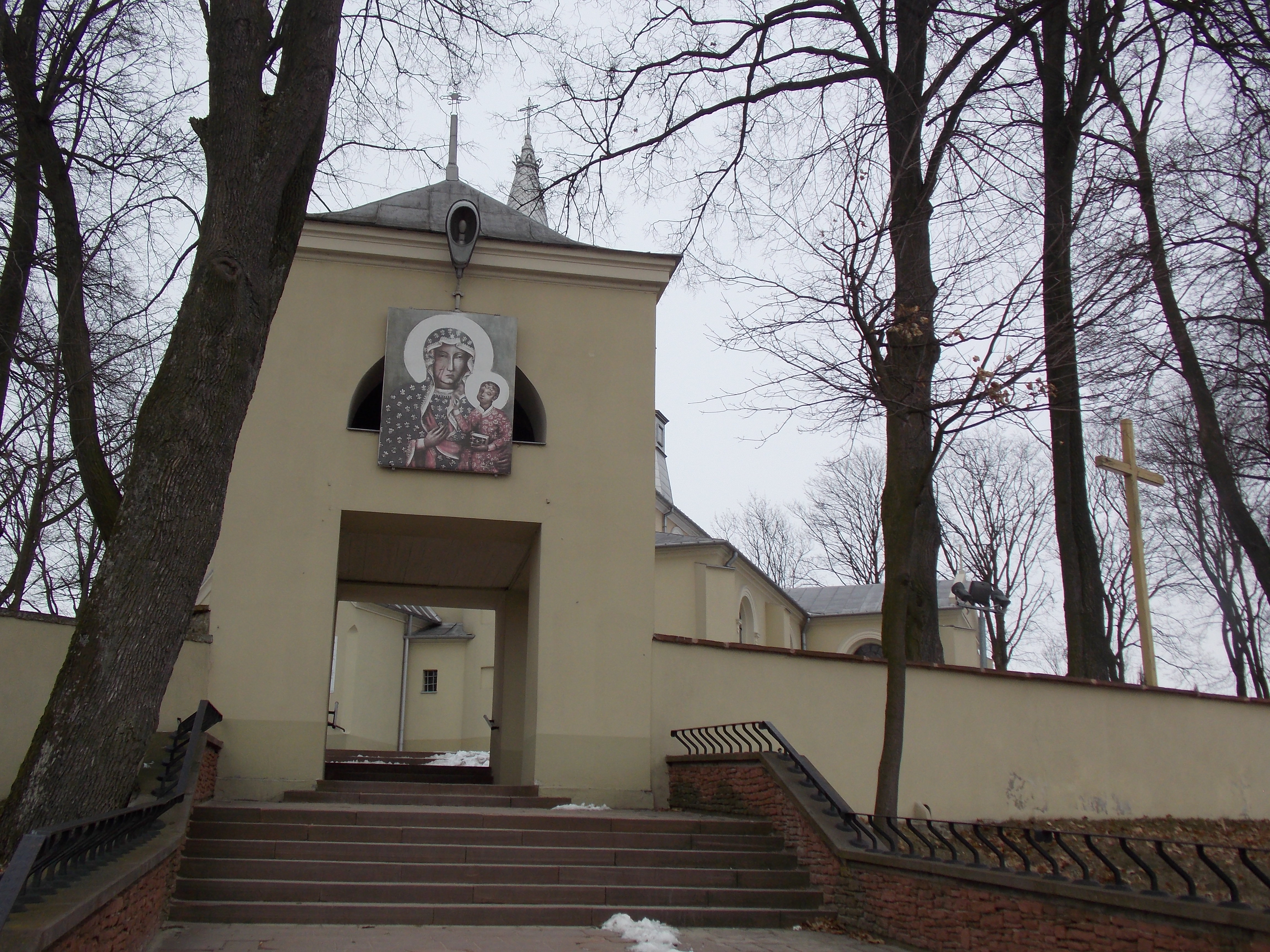
Dzwonnica bramna przy kościele św. Michała Archanioła
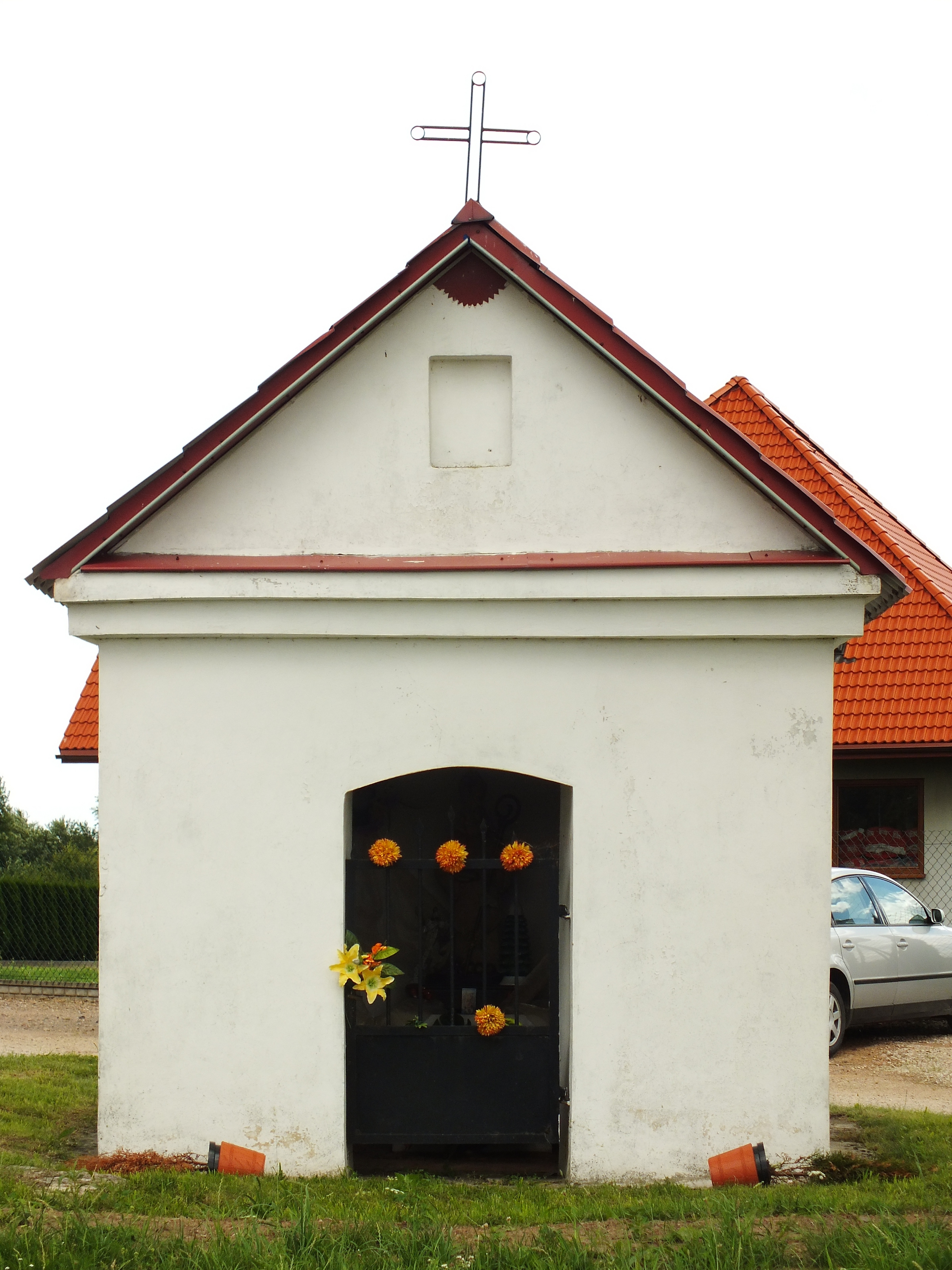
Kapliczka św. Jana Nepomucena
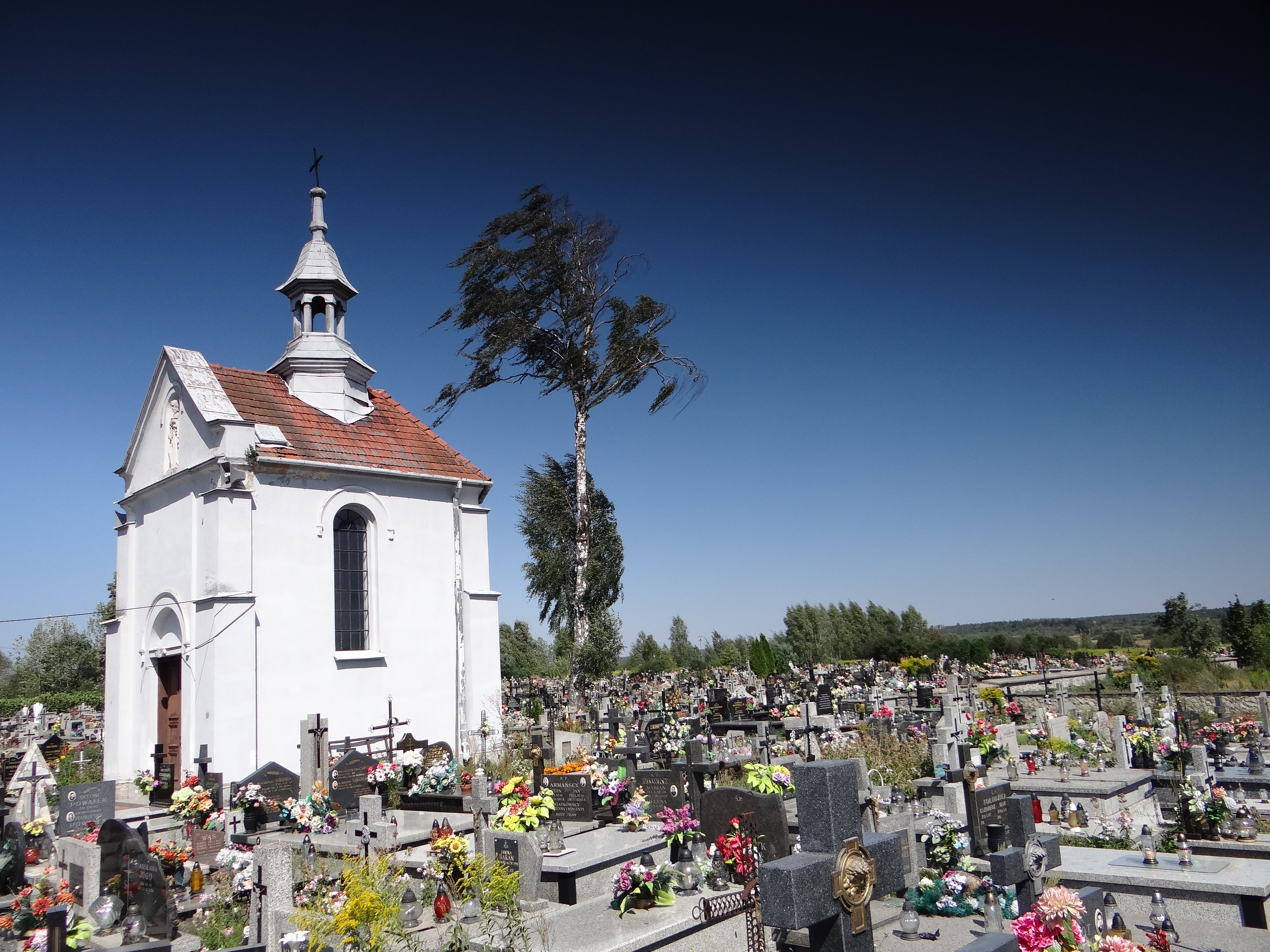
Cmentarz parafialny z kaplicą
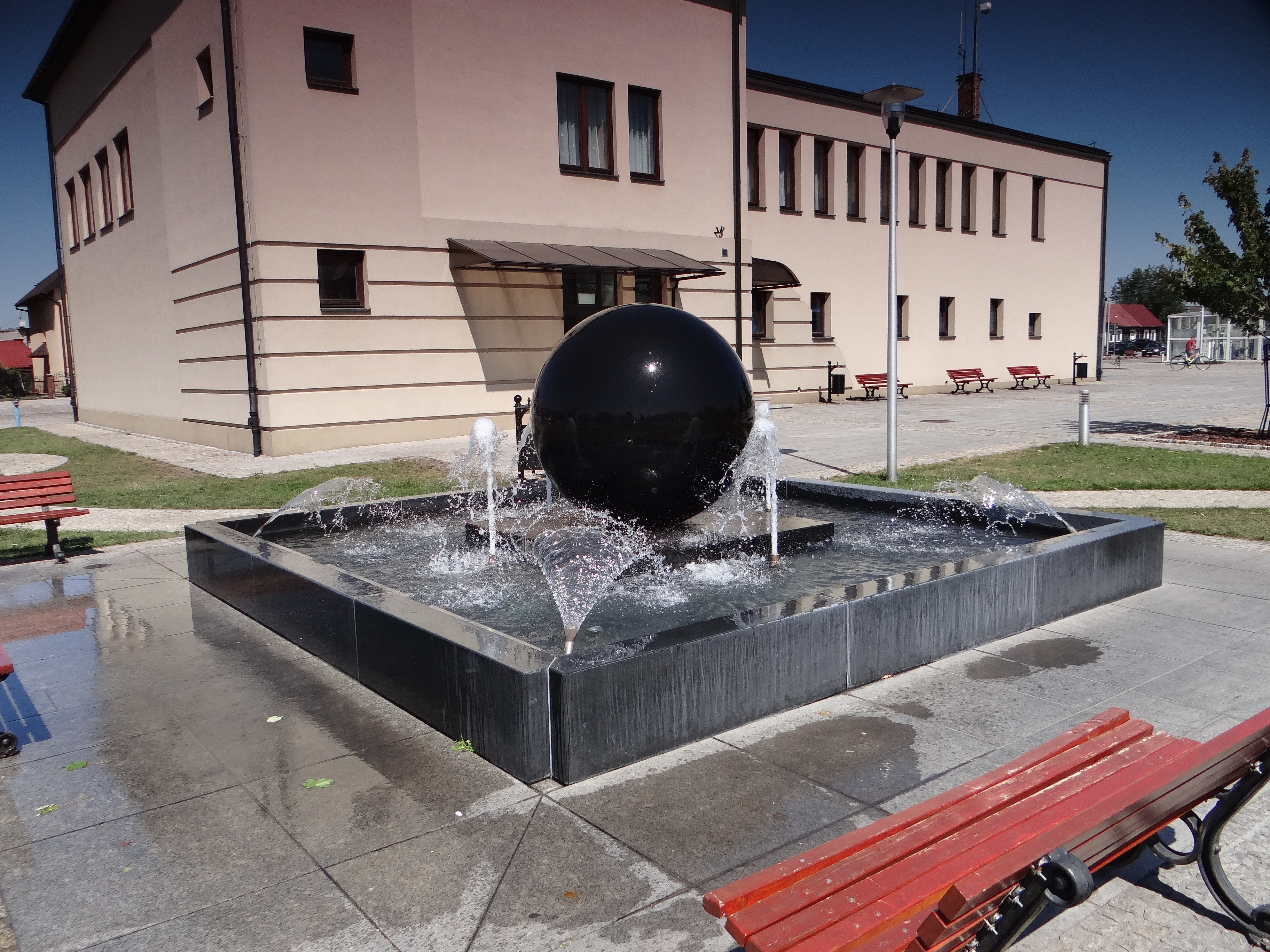
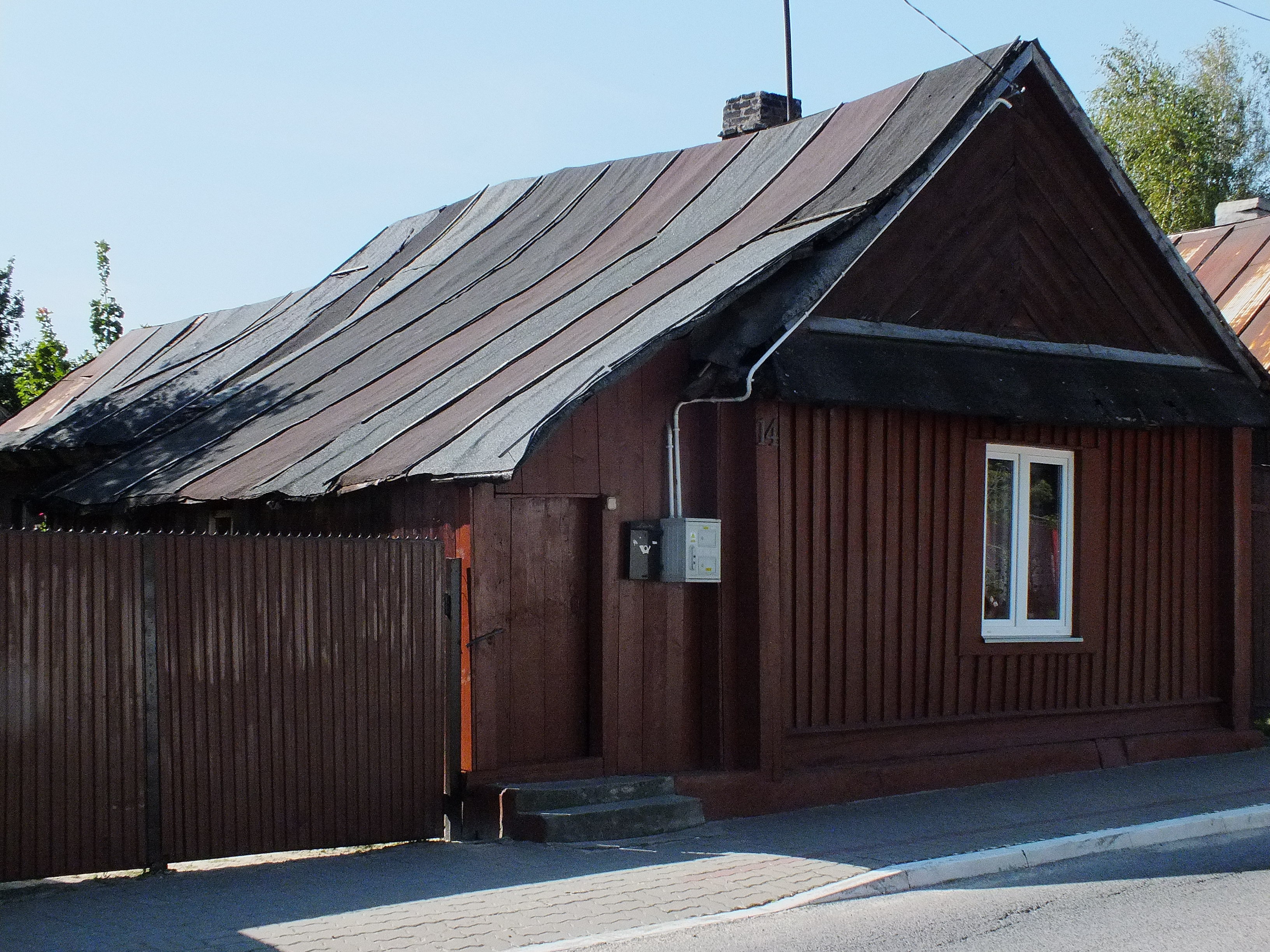
Drewniany dom przy ul. Głowackiego
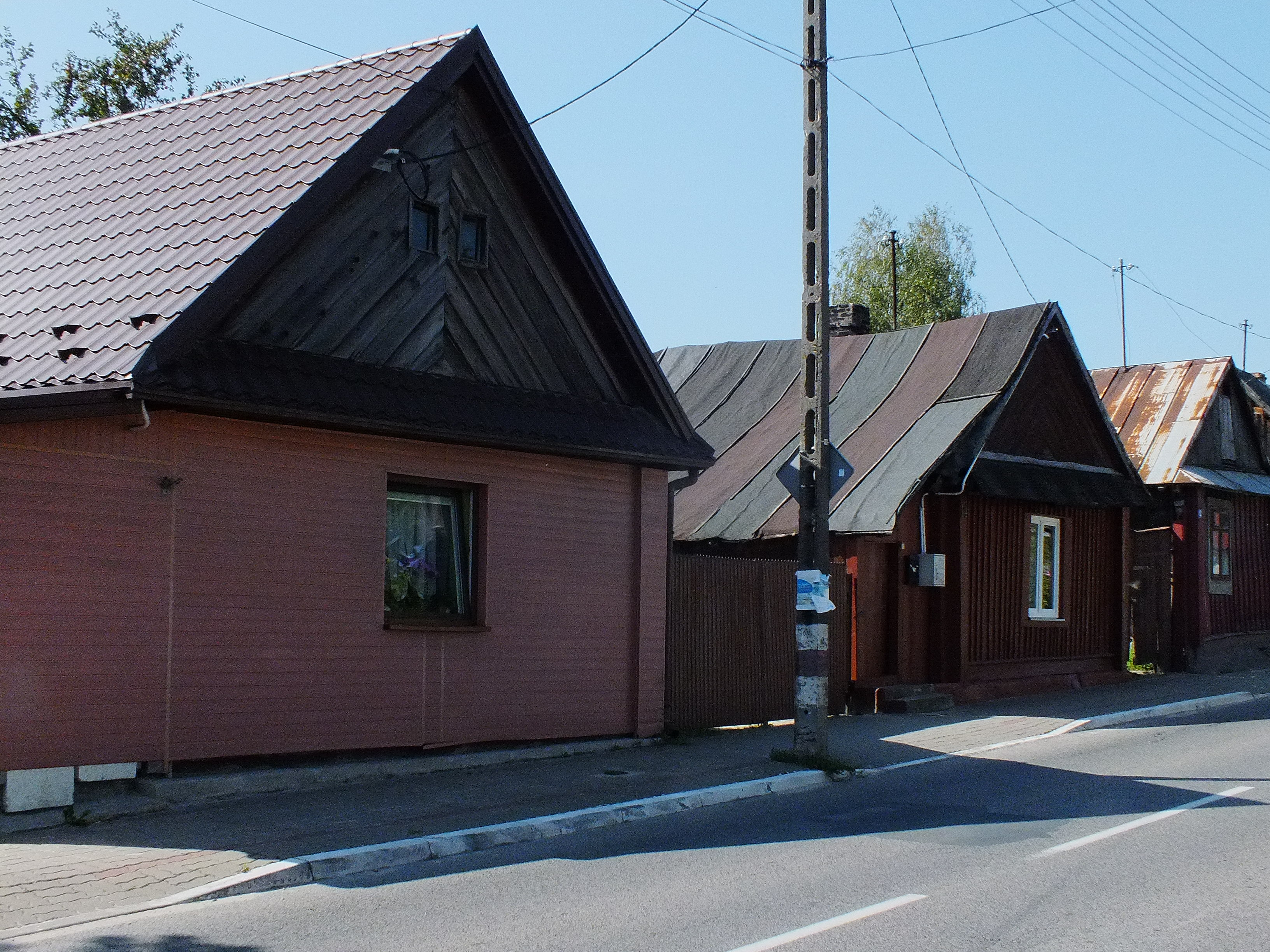
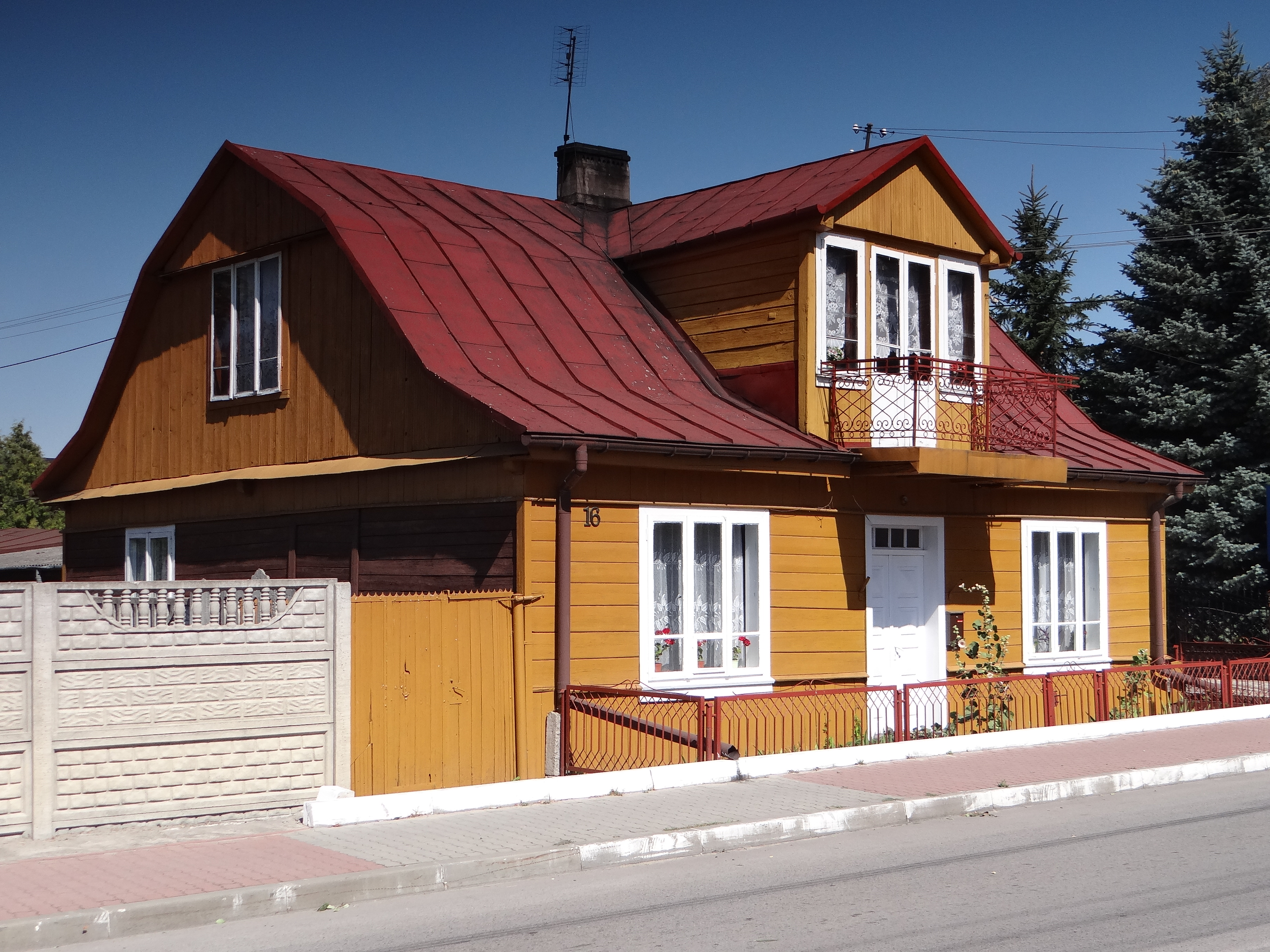
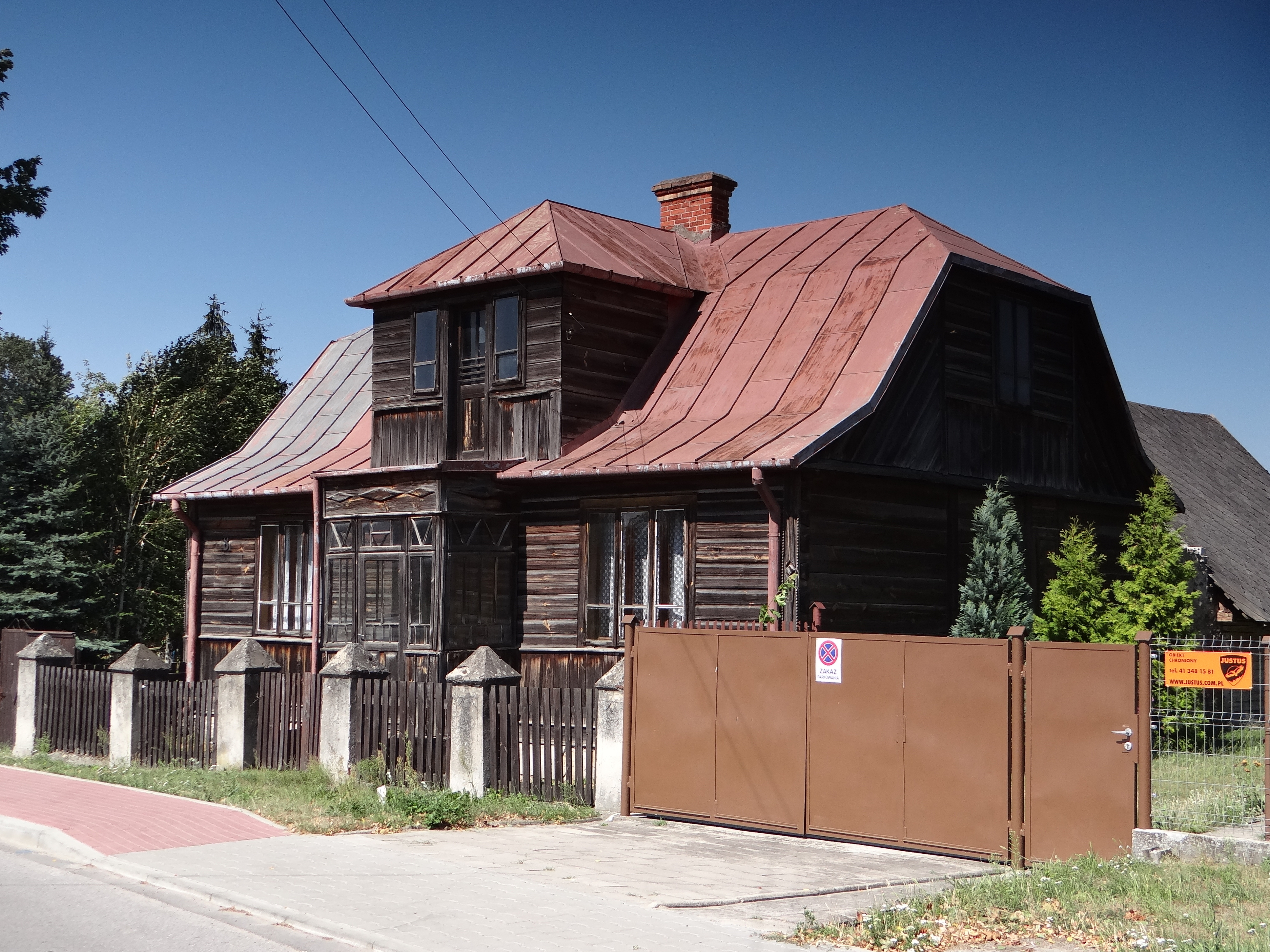
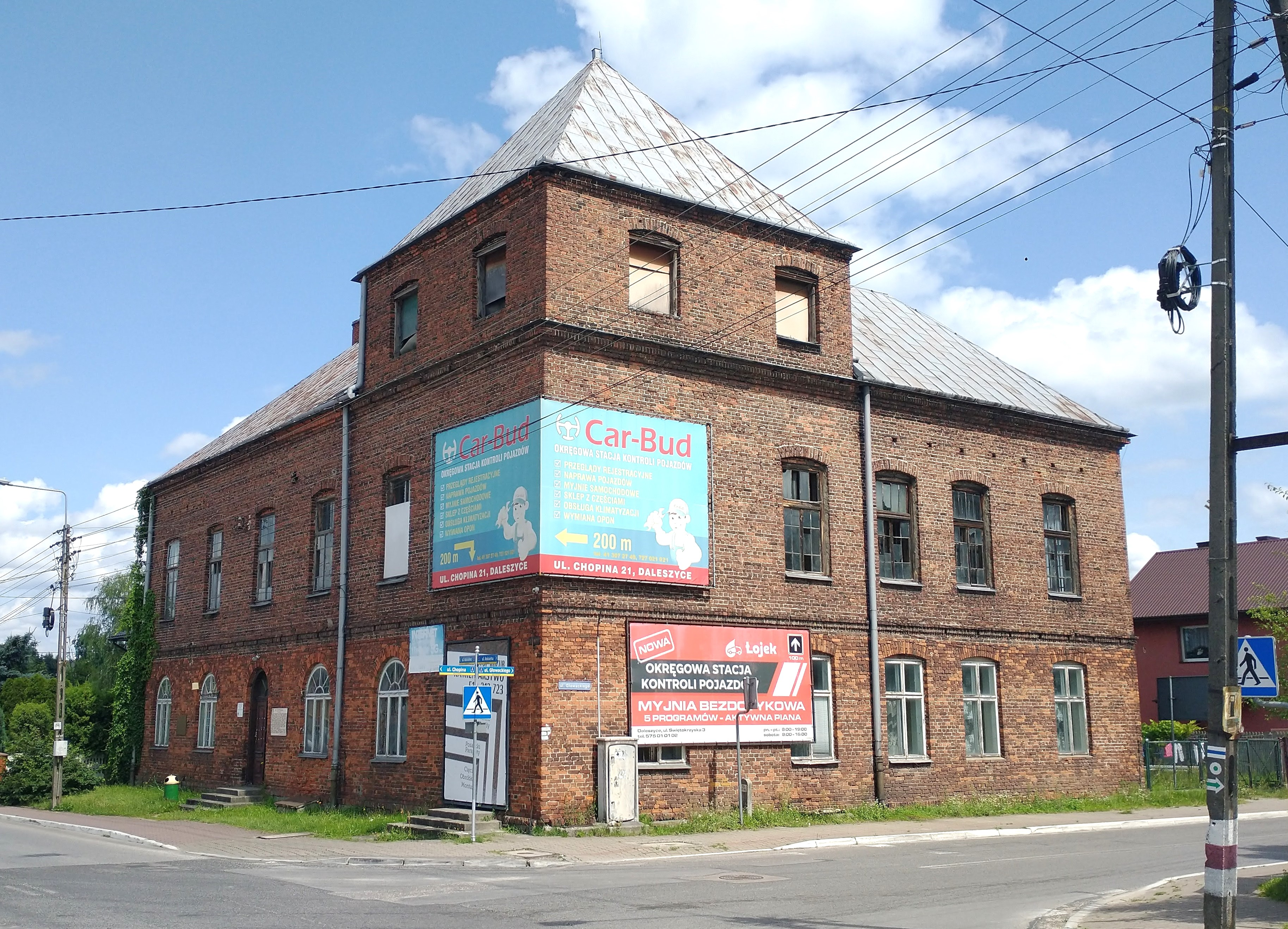
Dom Ludowy (parafialny)
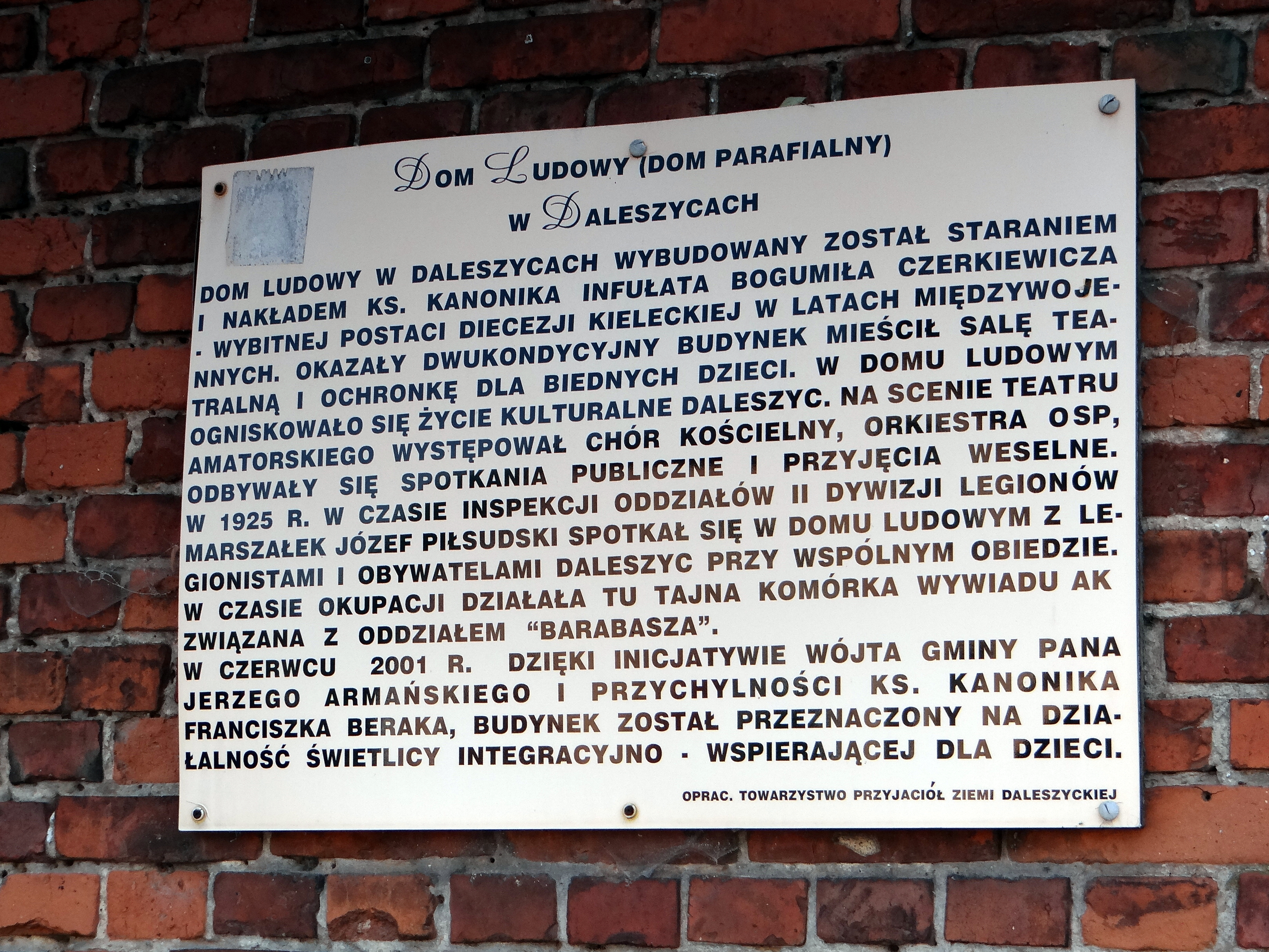
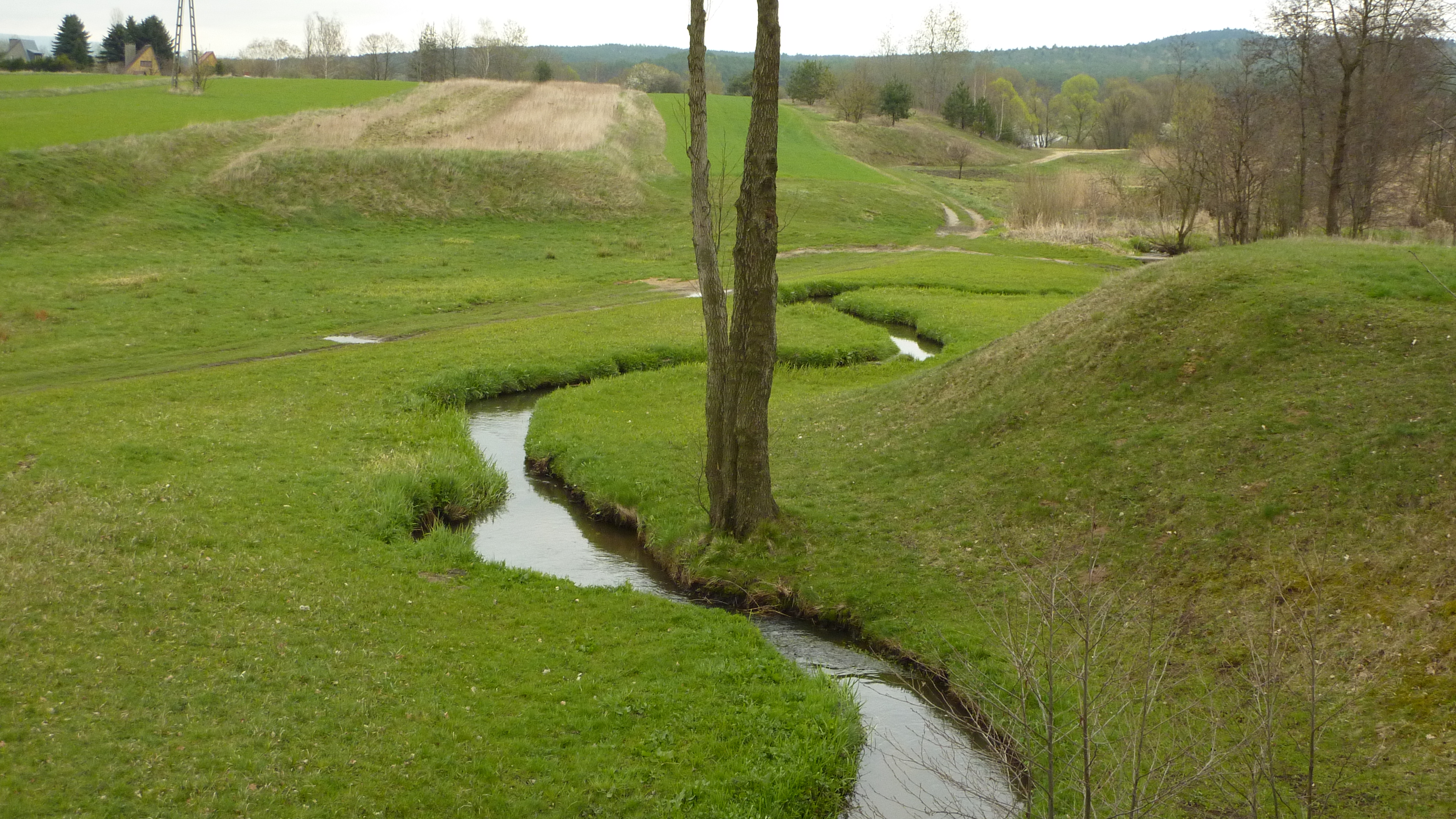

## Wspólnoty wyznaniowe
- Kościół rzymskokatolicki:
  - parafia św. Michała Archanioła
- Świadkowie Jehowy:
  - zbór Daleszyce (Sala Królestwa ul. Zagórze 12a)[14].

## Wójtowie/burmistrzowie Daleszyc
- Andrzej Burzyński (wójt) (1990-1993)
- Piotr Tombarkiewicz (wójt) (1993-1994)
- Mateusz Jasonek (wójt) (1994)
- Jerzy Armański (wójt) (1994-2006)
- Wojciech Furmanek (wójt) (2006)

 Przywrócenie praw miejskich 
- Wojciech Furmanek (burmistrz) (2007-2014)
- Dariusz Meresiński (2014-nadal)